# Skin (песня Rag’n’Bone Man)
«Skin» (с англ. — «Кожа») — песня британского исполнителя и автора песен Rag’n’Bone Man. Она была выпущена в виде цифрового скачивания 26 января 2017 на лейбле Columbia Records, как третий сингл дебютного альбома Human 2017 года. Песня была написана Рори Гэмом, Джонни Коффером, Джейми Скоттом, Майком Нейдлом и Дэном Брайером.

## Музыкальный клип
Видеоклип был загружен на YouTube-канал Rag’n’Bone Man 25 марта 2017 года. В нём мальчик совершает путешествие через заброшенную деревню в поиске укрытия.

## Трек-лист
| №  | Название | Длительность |
| -- | -------- | ------------ |
| 1. | «Skin»   | 3:59         |

## Чарт

### Недельные графики
| Чарт (2017)                             | Верхняя позиция |
| --------------------------------------- | --------------- |
| Австралия (ARIA)                        | 87              |
| Австрия (O3 Австрия Лучшие 40)          | 7               |
| Бельгия (Ultratop 50 Flanders)          | 13              |
| Бельгия (Ultratop 50 Wallonia)          | 21              |
| Чехия (Радионакладка 100)               | 29              |
| Чехия (свободные ЦИФРОВОЙ Топ 100)      | 80              |
| Дания (Tracklisten)                     | 32              |
| Франция (SNEP)                          | 44              |
| Германия (Официальные немецкие графики) | 10              |
| Ирландии (ИРМА)                         | 37              |
| Нидерланды (Dutch Top 40)               | 18              |
| Нидерланды (Single Top 100)             | 33              |
| Норвегия (VG-Lista)                     | 24              |
| Польша (Польский Airplay Top 100)       | 10              |
| Шотландия (Официальные Charts Company)  | 5               |
| Словакия (свободные ЦИФРОВОЙ Топ 100)   | 53              |
| Словения (SloTop50)                     | 20              |
| Швейцария (Schweizer Hitparade)         | 6               |
| UK Singles (Официальные Charts Company) | 18              |

## История выпуска
| Страна         | Дата           | Формат            | Лейб             |
| -------------- | -------------- | ----------------- | ---------------- |
| Великобритания | 26 января 2017 | Цифровые загрузки | Columbia Records |